# Општина Буржук (Хунедоара)
Буржук (рум. Burjuc) општина је у Румунији у округу Хунедоара.
Oпштина се налази на надморској висини од 259 m.